# Вулиця Джохара Дудаєва (Кривий Ріг)
Вулиця Джохара Дудаєва — вулиця в Саксаганському районі міста Кривий Ріг. 
На вулиці Джохара Дудаєва розташована станція Криворізького метротраму «Міська рада».

## Історія
У радянські часи вулиця носила назву на честь російського поета Сергія Єсеніна.
Рішенням міської ради 28.10.2022 № 1515 вулицю Єсеніна перейменували на честь чеченського військового, державного та політичного діяча, першого президента Чеченської Республіки Ічкерія Джохара Дудаєва.

## Перехресні вулиці
- вулиця Героїв УПА
- вулиця Ярослава Мудрого
- проспект Університетський

## Прилеглі вулиці
- вулиця Руданівська